# Brána nenávratna
Brána nenávratna, jejímž autorem je Aleš Veselý, je monumentálním symbolem místa, kudy procházely válečné transporty Židů do koncentračních táborů. Byla vztyčena 9. března 2015 u železniční stanice Praha-Bubny, která se má stát památníkem, připomínajícím místo, odkud bylo za druhé světové války deportováno 50 000 židovských občanů Československa do ghett v Lodži a Terezíně.

## Popis a význam
Památník, konstruovaný jako brána k nebesům, je vytvořen vztyčením dvacetimetrových železničních kolejí spojených 36 pražci a podepřených 12 vzpěrami. Sochařské ztvárnění je zdaleka viditelným monumentem místa, odkud vlaky odvezly na smrt desetitisíce Židů, a poutá pozornost k Památníku ticha, který vznikne v bývalé nádražní budově.
Práce na Bráně nenávratna měla pro Aleše Veselého osobní význam. Řekl tehdy, že o umělecké připomínce lidí, kteří za války zmizeli, uvažoval celá desetiletí. „Měl jsem k tomu velmi osobní důvody, protože z mých nejbližších příbuzných se 42 lidí nevrátilo, zahynulo.“
Inspirací pro památník byl Jákobův žebřík, odkazující na biblický text z 28. kapitoly knihy Genesis. Je tam psáno, že Jákob měl sen, ve kterém viděl žebřík spojující zemi s nebesy, po němž sestupovali a vystupovali poslové Boží. Najednou zazněl Hospodinův hlas, který pravil: „Hle, já jsem s tebou. Budu tě střežit všude, kam půjdeš, a zase tě přivedu do této země. Nikdy tě neopustím, ale učiním, co jsem ti slíbil.“
Jiné významy, jimiž lze interpretovat poselství monumentu, vznikly často mimoděk či podvědomě během realizace. Jako eponymický otec národa byl Jákob alias Izrael také otcem dvanácti původních kmenů, ze kterých se skládal židovský národ. Těmto dvanácti původním židovským kmenům odpovídá dvanáct podpěr památníku. Hluboký význam, přesahující do současnosti, má počet 36 pražců. Ty mohou symbolizovat třicet šest spravedlivých (skrytých světců), kteří jsou odpovědni za stav světa.

### Komentář Aleše Veselého
| „                                   | Tíha světa leží na bedrech 36 spravedlivých. I kdybychom neznali tuto legendu, instinkt nám napoví, že jistě existovala nějaká dávná lidská představa o tom, že něco musí udržovat rovnováhu světa, nést tíhu fyzickou, ale především tíhu osudu a tíhou etické zodpovědnosti nad hladinou kolapsu. Obr Atlas nesl fyzickou tíhu světa. I v jiných mýtech, pohádkách a pověstech se toto téma objevuje často a opakovaně. Stará židovská legenda rozděluje tuto osudovou zodpovědnost mezi 36 „vyvolených“, kteří o tomto svém údělu a poslání nevědí, a proto žádným volním chováním ani nějakou sebestylizací nemohou ovlivňovat svoji danou úlohu. Důležité je, že jejich jednání a konání je přirozeně stejné, jako by bylo, i kdyby jejich život nebyl podroben tomuto nejvyššímu „soudu“. Oni o něm nevědí a každé jejich dobré i zlé jednání neustále vyvažuje rovnováhu nad kolapsem. To, co se stalo v nedávné minulosti, byl jeden z mnoha obrovských kolapsů. Taková vychýlení občas lidské společenství postihnou. Vše se obrátilo vzhůru nohama…záchytné body zmizely – jenom násilí a zmar, ztráta soudnosti, ztráta důstojnosti, ztráta úcty, bez studu, bez zábran, ničení. Otevřely se brány nenávratna. Tehdy k nim vedly koleje a vlaky. Práh nenávratna byl překročen. A co spravedliví? I ti zmizeli s těmi ostatními? Kde spočinula všechna tíha šílenství a vykolejení světa? Po apokalyptickém šílenství se síly vyrovnaly, ale nové memento je na obzoru. Nesnášenlivost, nenávist, netolerance, ztráta úcty a důstojnosti. Zmar a temno, fanatismus. Převáží nicotu pozitivní síla? Koleje vedou do nebe Bránou nenávratna – Jákobův žebřík? Mizí v nedohlednu jako v Jákobově snu. Ti, co odešli… Ti, co odcházeli do neznáma… Ti, co odcházeli s nadějí, ale bez šance… Branou mizení – přes práh nenávratna. Těm, co přicházejí – vztyčený práh nepřekročitelnosti. | “ |
| — Aleš Veselý, Jerusalem 1. 1. 2015 | |   |

## Odhalení památníku
Památník byl odhalen 9. března 2015, jako připomínka noci z 8. na 9. března 1944, kdy došlo k největší hromadné vraždě československých občanů v dějinách, při níž nacisté usmrtili v plynových komorách 4000 vězňů takzvaného terezínského rodinného tábora v Osvětimi.
Odhalení se zúčastnilo asi dvacet přeživších účastníků válečných transportů, ministr kultury České republiky Daniel Herman či dokumentarista Pavel Štingl, ředitel společnosti Památník Šoa Praha. Samotný památník vznikne v blízkém objektu bubenského nádraží jako Památník ticha. Protože kromě Židů byly ze stejného nádraží po válce transportováni i vysídlení pražští Němci, má být památník prostorem pro otevřený dialog o dědictví minulosti jako stigmatu dneška. Expozice "ŠOA V NÁS" má připomínat složité dějiny dvacátého století a být také prostorem pro diskusi a kritickou reflexi nedávné minulosti. Záměrem památníku je připomínat v nadčasovém dialogu nejen oběti válečných deportací, ale také stigma organizátorů konečného řešení a konečně pasivně přihlížející mlčící většinu – proto byl zvolen název Památník ticha.

## Galerie

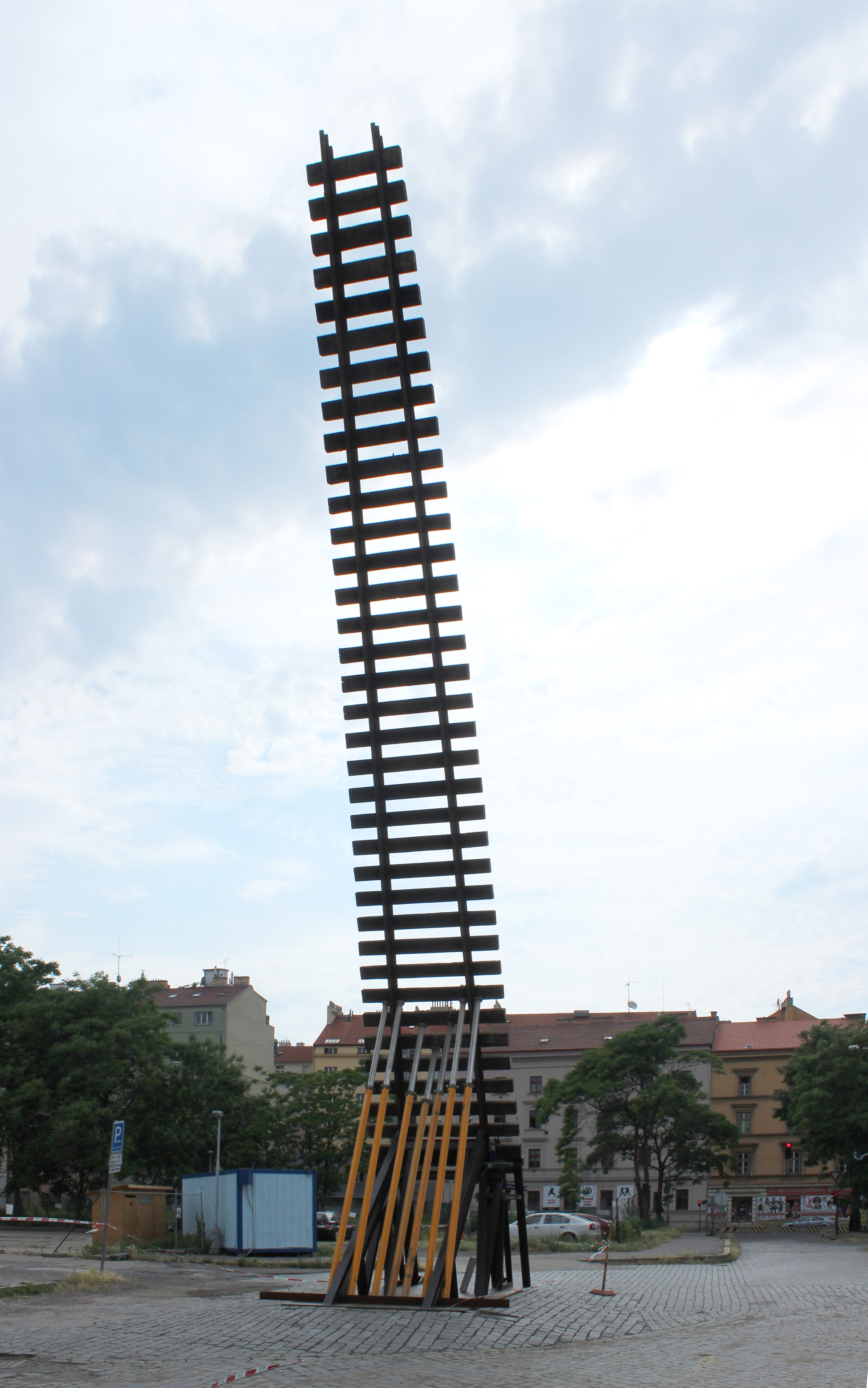
Skulptura od severovýchodu
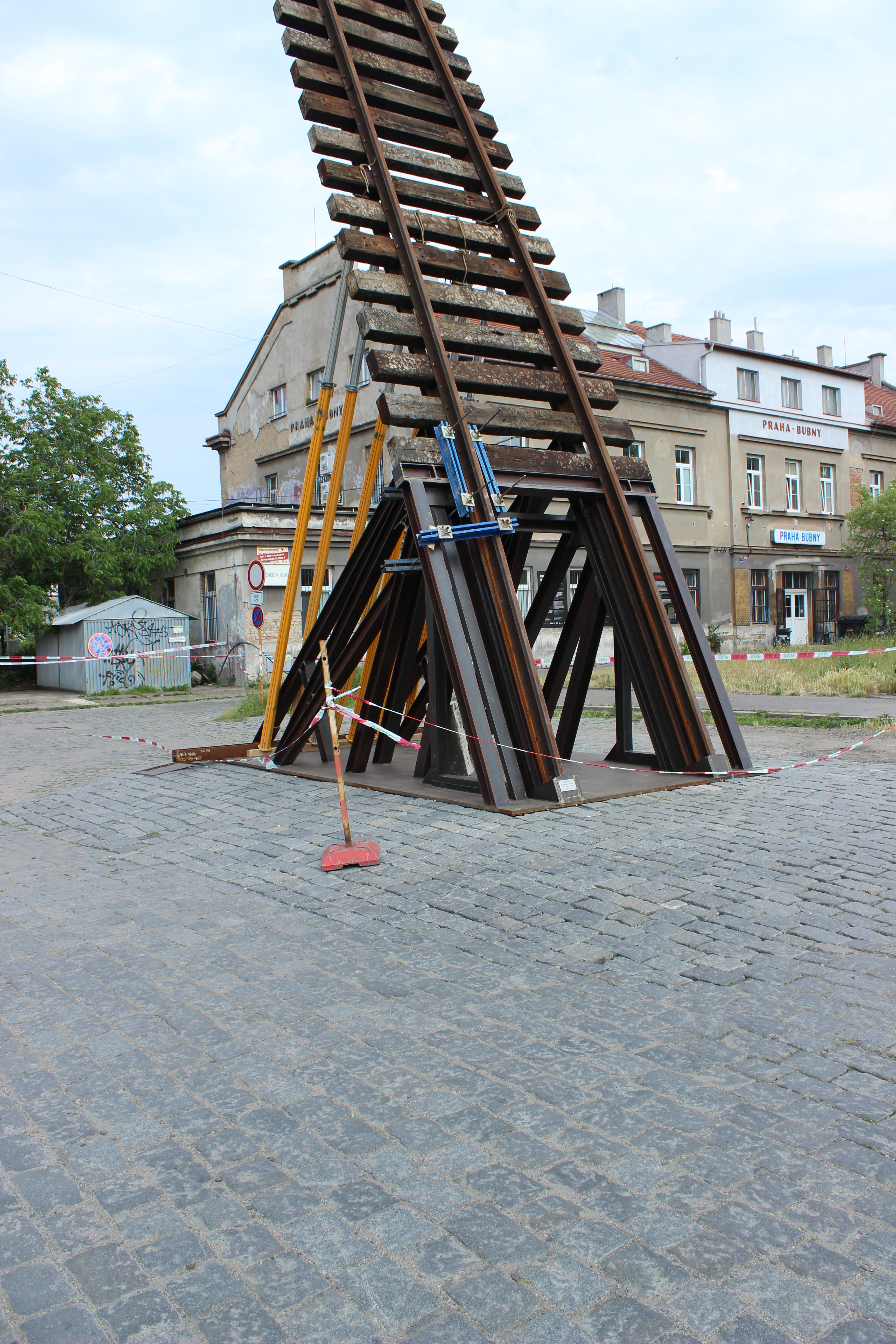
Detail základu
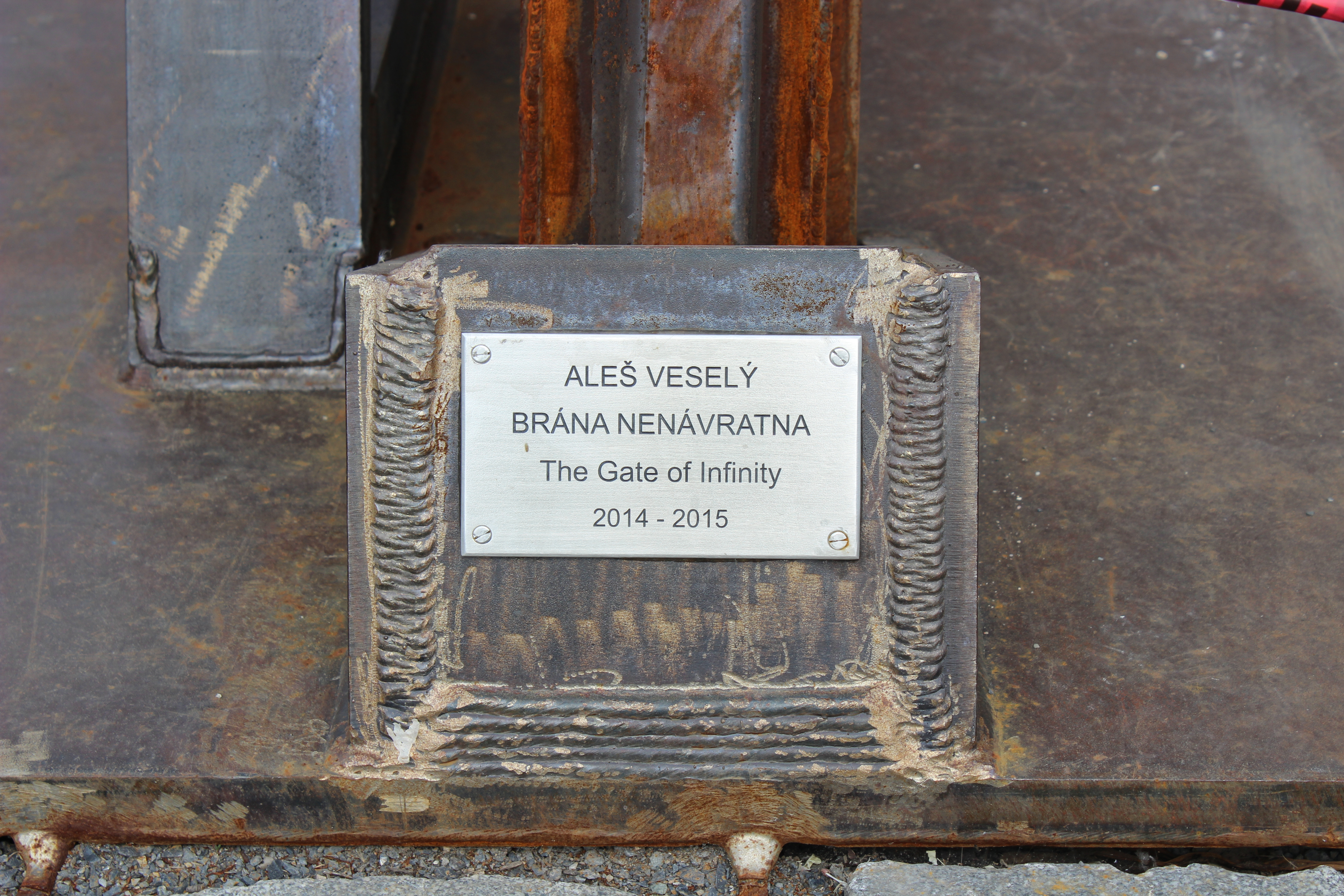
Informační tabulka u základu